# 巴山祐樹
巴山 祐樹（ともやま ゆうき、1981年10月22日 - ）は、日本の俳優、声優。東京都出身。

## 出演

### 映画
- まいっちんぐマチコ先生 東大お受験大作戦!!（2006年） - ケン太 役
- クローンは故郷をめざす（2009年） - クローン 役
- 音楽人（2010年）
- ひとり交換日記（2013年） - 映画オタク 役
- おんなのこきらい（2015年） - 田辺 役
- 信長協奏曲（2016年）- 家臣 役
- 秘密 THE TOP SECRET（2016年）
- ミュージアム（2016年）
- リバースダイアリー（2018年）
- 君が夢見る地平（2018）-叔父役
- アルカディア（2018年、カンヌ国際映画祭 SHORT FILMS FROM JAPAN2018）
- 霊的ボリシェヴィキ（2018年） - 安藤 役
- 夢の音（2019年） - マウンテンゴリラ 役
- 無法の愛（2022年）-主演 只野一男 役

### テレビドラマ
- ドラマW 大空港2013（2013年、WOWOW）
- 信長協奏曲（2014年、フジテレビ）
- ウロボロス～この愛こそ、正義。 7話（2015年、TBS）
- プラチナエイジ 3話、5話（2015年、フジテレビ） - 建築士 役
- ドラマW 撃てない警官 3話（2016年、WOWOW）
- 弱虫ペダル Season2 第11話（2017年、BSスカパー!)
- わたし旦那をシェアしてた 第1話（2019年、日本テレビ)
- チート〜詐欺師の皆さん、ご注意ください〜 第5話（2019年、日本テレビ)
- おじさんはカワイイものがお好き。 第1話（2020年、日本テレビ)
- たそがれ優作 第3話（2023年、BSテレビ東京)　監督 役
- ディアマイベイビー〜私があなたを支配するまで〜 第3話（2025年、テレビ東京）ワークショップ講師 役
- いつか、ヒーロー 第4話（2025年、朝日放送テレビ・テレビ朝日）昭島中央児童相談所 児童福祉司 役

### 舞台
- ロックミュージカル「King of the Blue」 演出：上島雪夫（2010年）